# ماريو غاليندو
ماريو غاليندو (بالإسبانية: Mario Galindo) هو لاعب كرة قدم ومدرب كرة قدم تشيلي، ولد في 10 أغسطس 1951 في بونتا أريناس في تشيلي. شارك مع منتخب تشيلي لكرة القدم. أما مع النوادي، فقد لعب مع إيفرتون دي فينا ديل مار وسانتياغو واندررز وكولو-كولو.

## مسيرته الكروية
لعب ماريو غاليندو خلال مسيرته الاحترافية مع 3 أندية في خمسة عشر موسمًا وسجل خلالها 12 هدفًا ضمن 281 مباراة. حيث فاز في أربعة مواسم بالكأس وفي أربعة مواسم بالدوري.
خاض ماريو غاليندو مسيرته مع نادي كولو-كولو في موسم 1971 في المرة الأولى واستمر معه طيلة ثلاثة مواسم ثم في موسم 1977 ليلعب معه ثمانية مواسم ثم في عامي 1984-1986 ولمدة موسمين، مشاركًا طوالها في 228 مباراة سجل خلالها 12 هدفًا. ثم انتقل إلى نادي إيفرتون دي فينا ديل مار ما بين عامي 1976 و1977 لمدة موسم واحد، حيث شارك في 29 مباراة ولم يسجل أي هدف. لينتقل بعدها إلى نادي سانتياغو واندررز ما بين عامي 1983 و1984 لمدة موسم واحد، مشاركًا في 24 مباراة ولم يسجل أي هدف أيضًا.

## وصلات خارجية
- ماريو غاليندو على موقع الاتحاد الدولي (مؤرشف)  (الإنجليزية)
- ماريو غاليندو على موقع قاعدة بيانات كرة القدم.إي يو (الإنجليزية)
- ماريو غاليندو على موقع ناشيونال فوتبول تيمز (الإنجليزية)
- ماريو غاليندو على موقع عالم كرة القدم.نت (الإنجليزية)